# (484) Pittsburghia
(484) Pittsburghia ist ein Asteroid des Hauptgürtels, der am 29. April 1902 vom deutschen Astronomen Max Wolf in Heidelberg entdeckt wurde.
Benannt ist der Asteroid nach der US-amerikanischen Stadt Pittsburgh.